# Errata
Una errata (del pl. lat. errāta, cosas erradas) es una equivocación material cometida en un impreso o manuscrito. Se trata por lo general de errores introducidos inadvertidamente al componer, copiar o transcribir un texto de un medio a otro. 

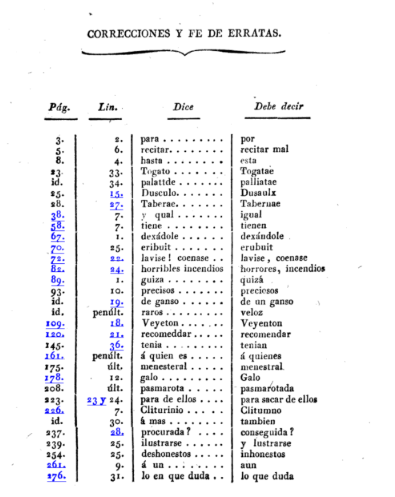
Fe de erratas en Sátiras de Juvenal, edición de 1817

## Historia
Se puede decir que la errata nació con la imprenta. En español, la primera errata de la que se tiene constancia data del año 1457 en una imprenta de Maguncia: por inversión de caracteres, el copista escribió Spalmorum en el título del Psalmorun Codex. Fueron los tipógrafos humanistas los que primero advirtieron la importancia de la normalización y uniformidad de los escritos, y para ello trataron de fijar las reglas de la ortografía y la gramática. Entre ellos cabe citar al italiano Aldo Manuzio, a los franceses Henri Estienne y su hijo Robert y, en España, al lexicógrafo Antonio de Nebrija. 

## La «fe de erratas»
En obras de cierta extensión es aceptable, e intelectualmente honesto, adjuntar una sección llamada fe de erratas. En ella se recoge la lista de errores ortográficos u otros que se hubieran detectado durante las últimas etapas de la edición, cuando ya sería inasumible económicamente para la casa editorial recomponer el prototipo para imprimir. De formato libre, cada elemento de la lista consta básicamente de la mención de la expresión literal errónea, el lugar de la publicación donde aparece y la forma correcta en que a juicio del propio editor debería haberse escrito.
La fe de erratas debe limitarse a consignar defectos menores del texto a nivel de mecanografía, de ortografía o de puntuación, no construcciones sintácticas complejas, disparidad léxica o imprecisiones conceptuales del contenido.